# Bàtrac
Bàtrac (Batrachus, Βάτραχος) fou un escultor i arquitecte espartà del temps d'August.
Plini relata que Bàtrac i Saures, ambdós força rics, van construir pagant de la seva butxaca dos temples a Roma, un dedicat a Júpiter i un altre a Juno, esperant poder posar el seu nom a la inscripció, cosa que els fou denegada. Llavors van posar a la vora dels capitells jònics les figures d'una granota i un lluert, que els representaven (batraci i sauri). En realitat es tracta d'una llegenda per explicar la presència d'aquestos animals als capitells.